# Пульмеша
Пульмеша — река в России, протекает в Сергиево-Посадском городском округе Московской области к северо-востоку от Дмитрова. Исток находится к северо-востоку от деревни Ерёмино. Течёт на запад по лесной, ненаселённой местности. Устье реки находится в 23 км по правому берегу реки Вели, около посёлка Сырнево. Длина реки — 11 км.
По данным Государственного водного реестра России, относится к Верхневолжскому бассейновому округу. Речной бассейн — (Верхняя) Волга до Куйбышевского водохранилища (без бассейна Оки), речной подбассейн — бассейны притоков (Верхней) Волги до Рыбинского водохранилища, водохозяйственный участок — Волга от Иваньковского гидроузла до Угличского гидроузла (Угличское водохранилище).